# Señorita (chanson de Shawn Mendes et Camila Cabello)
Pour les articles homonymes, voir Señorita (homonymie).
 (novembre 2019).
Singles de Shawn Mendes et Camila Cabello
If I Can't Have You
(2019)
Singles par Camila Cabello
Find U Again
(2019) South of the Border
(2019)
Señorita est une chanson interprétée en duo par le chanteur canadien Shawn Mendes et la chanteuse cubano-américaine Camila Cabello sortie en single le 21 juin 2019 sur le label Island Records. La chanson a été écrite par Mendes, Cabello, Charli XCX, Ali Tamposi, Jack Patterson de Clean Bandit et ses producteurs Andrew Watt, Benny Blanco et Cashmere Cat.
La chanson marque la deuxième collaboration entre Mendes et Cabello, après I Know What You Did Last Summer, une chanson du premier album de Mendes, Handwritten en 2015. Señorita se classe en tête des charts dans de nombreux pays.

## Composition
"Señorita" est une chanson latine et pop rock écrite dans la tonalité de la mineur, avec un tempo de 117 bpm.

## Réception critique
Shaad D'Souza de The Fader a félicité le single pour son "léger effort" et a conclu que, même si "Cabello est clair comme MVP, la chanson pétillerait sans que Mendes joue le rôle principal". TJ Lovell de Medium a critiqué cette chanson "ode sexy à un rendez-vous de vacances qui permet à la paire de jouer avec leur chimie indéniable sur et hors du micro". Lovell a fini par donner à la chanson 4 étoiles sur 5, et l’a qualifiée de "titre amusant si rien de remarquable qui sonnera comme à la maison dans les discographies de Mendes et Cabello".

## Promotion
Mendes et Cabello ont tous deux mentionné pour la première fois une collaboration en décembre 2018. Ils ont commencé à parler du projet sur les réseaux sociaux en juin 2019, chacun partageant un teaser vidéo de 20 secondes. Le 19 juin 2019, ils ont mis en ligne des extraits de la vidéo musicale de la chanson sur leurs comptes de réseaux sociaux. Le premier l'a confirmé comme single plus tard dans la journée, avec sa date de sortie et ses illustrations.

## Clip musical
La vidéo officielle de la chanson a été mise en ligne sur YouTube le 21 juin 2019 et réalisée par Dave Meyers et tournée à Los Angeles. On voit Mendes et Cabello se promener dans la ville. La vidéo comprend des extraits du duo dans une chambre d'hôtel, dans un restaurant où le personnage de Cabello, dans la vidéo, travaille, conduit une moto et danse lors d'une soirée. En juillet 2019, le succès de la vidéo virale avait dépassé les 406 millions de vues et plus de 10 millions de personnes ont aimé la vidéo, qui a pris une place dans la Liste des vidéos YouTube les plus aimées.
En avril 2020, le clip vidéo atteint le milliard de visionnages sur YouTube.

## Classements hebdomadaires
| Classements (2019)                      | Meilleure position |
| --------------------------------------- | ------------------ |
| Allemagne (Media Control AG)            | 1                  |
| Australie (ARIA)                        | 1                  |
| Autriche (Ö3 Austria Top 40)            | 1                  |
| Belgique (Flandre Ultratop 50 Singles)  | 2                  |
| Belgique (Wallonie Ultratop 50 Singles) | 1                  |
| Canada (Canadian Hot 100)               | 1                  |
| Danemark (Tracklisten)                  | 1                  |
| Écosse (OCC)                            | 1                  |
| Espagne (PROMUSICAE)                    | 3                  |
| États-Unis (Billboard Hot 100)          | 1                  |
| États-Unis (Top 40 Mainstream)          | 1                  |
| Finlande (Suomen virallinen lista)      | 1                  |
| France (SNEP)                           | 2                  |
| France (SNEP Ventes)                    | 1                  |
| Irlande (IRMA)                          | 1                  |
| Italie (FIMI)                           | 1                  |
| Norvège (VG-lista)                      | 1                  |
| Nouvelle-Zélande (RMNZ)                 | 1                  |
| Pays-Bas (Single Top 100)               | 1                  |
| Pays-Bas (Nederlandse Top 40)           | 1                  |
| Portugal (AFP)                          | 1                  |
| Royaume-Uni (UK Singles Chart)          | 1                  |
| Suède (Sverigetopplistan)               | 1                  |
| Suisse (Schweizer Hitparade)            | 1                  |

### Certifications
| Pays                    | Certification |
| ----------------------- | ------------- |
| Allemagne (BVMI)        | Or            |
| Australie (ARIA)        | 3 × Platine   |
| Autriche (IFPI)         | Or            |
| Belgique (BEA)          | Platine       |
| Canada (Music Canada)   | 4 × Platine   |
| Danemark (IFPI)         | Platine       |
| Espagne (PROMUSICAE)    | 2 × Platine   |
| États-Unis (IFPI)       | Platine       |
| France (SNEP)           | Diamant       |
| Italie (FIMI)           | 2 × Platine   |
| Nouvelle-Zélande (RMNZ) | Platine       |
| Pologne (ZPAV)          | Platine       |
| Portugal (AFP)          | Platine       |
| Royaume-Uni (BPI)       | Platine       |